# Aironauts
Aironauts est un jeu vidéo de tir, publié sur console PlayStation, en Europe, développé par Red Lemon Studios et distribué par Take-Two Interactive. En France, à sa sortie en 1999, le jeu coûte 349 francs.

## Système de jeu
Aironauts prend place dans un univers futuriste dans lequel plus de deux joueurs ou plus son condamnés à s'affronter jusqu'à la mort.
Le joueur peut choisir jusqu'à huit personnages, chacun possédant un look et des armes différents. Les personnages incluent Lady Alexandra Dale, Grace Miles, Douglas Whooshter, Fraser Blade, Bo Winnebago, Honk, Hiroshi Badda, et Taxman. Les combats de vol sont retransmises sur une chaine de télévision fictive appelée SKP-TV.

## Accueil
Le jeu est accueilli d'une manière mitigée par la presse spécialisée. Le magazine français Player One attribue au jeu une note de 35 %, expliquant que « techniquement, le jeu tient pourtant bien la route. Les graphismes des décors sont de bonne facture et ne sont pas trop sujets aux problèmes de clipping. Mais le manque de fun est assez rédhibitoire. » La presse allemande attribue au jeu une note de 70 et 69 % par Mega Fun et Video Games, respectivement.